# 장산서원
장산서원(章山書院)은 대한민국 경상북도 경주시에 위치한 조선 시대의 서원이다. 1780년에 창건되었으며, 이전인(李全仁)을 제향하고 있다.